# Arnau de Torroja
Arnau de Torroja (Solsona, ~1122 - Verona, 30 de setembre de 1184) va ser un noble català, cavaller de l'orde del Temple, orde que arribà a dirigir com a gran mestre entre 1180 i 1184.

## Primers anys
Nasqué en el si d'una família noble, fill de Bernat Ecard de Torroja i la seva esposa Valença. El seu pare formava part del cercle polític dels comtes d'Urgell, les actuacions militars dels quals sovint acompanyava. Arnau de Torroja era germà de l'arquebisbe de Tarragona Guillem de Torroja. Els seus altres germans foren Ramon I, l'hereu, i Ponç. Durant la seva infància residí al castell de Solsona. Probablement passà a completar la seva formació a la cort del comte de Barcelona, on perfeccionà els seus coneixement militars. Apareix sovint com a testimoni en actes importants de Ramon Berenguer IV de Barcelona. Participà en les conquestes de Tortosa (1148) i de Lleida (1149) a les ordres del comte de Barcelona. Fou probablement a Tortosa on entrà en contacte per primera vegada amb els templers, que van participar en aquella acció.
Fou el primer benefactor del recentment fundat monestir de Poblet, al que concedí algunes de les terres que Ramon Berenguer IV li havia donat a Lleida arran de la conquesta. Abans d'ingressar a l'orde del Temple, Arnau ja havia manifestat la seva preferència pels templers fent-los donació de diverses propietats. Així, el 13 d'agost de 1153 feu donació dels béns que tenia a Tortosa a l'orde del Temple. L'ingrés a l'orde es verificà al convent de Gardeny el desembre de 1162.

## Membre de l'orde (1162-1166)
Arnau, atesa la noblesa de la seva família i les relacions que tenia amb la major part de la noblesa del país, destacà ben aviat sobre altres membres de la comunitat de Gardeny, de manera que sovint acompanyà el màxim responsable provincial en els seus viatges pel país. Entre principis 1165 i la tardor de 1166 viatjà a Jerusalem. Durant el temps que fra Arnau estigué a Palestina els responsables de la casa central de l'orde del Temple pogueren cerciorar-se de les seves qualitats i el 1166 el gran mestre fra Bertrand de Blanchefort (1156-1169) el designà per al càrrec de mestre provincial de I'orde.

## Mestre provincial de l'orde (1166-1180)
Assumí, doncs, la responsabilitat de dirigir totes les cases i els membres de l'orde als territoris de Provença, els comtats catalans, Aragó i, molt probablement, Navarra.
Durant el seu govern provincial, l'orde del Temple implantà a la província una xarxa de donats i confrares, molt sovint nobles i cavallers, que li comportà una gran implantació social. Aquests benefactors eren laics que, tot i no ingressar en un convent de l'orde, volien ser considerats en alguns aspectes corn a membres del Temple i beneficiar-se dels privilegis i gràcies espirituals dels frares. Sovint alguns d'ells acabaven per demanar i obtenir l'ingrés canònic a I'orde com a frares professos.
Una de les prioritats dels quinze anys de mestratge d'Arnau de Torroja fou la creació i I'organització de noves comandes. Així, es constituïren les comandes de Corbins i Luna (1167), Barbens (1168), Puig-reig, Cerdanya i Berguedà (1169), Osca (1171), Barberà (1173) i Navarra (1179).
Fra Arnau deTorroja donà suport a I'acord subscrit a Girona el 27 de novembre de 1143 entre l'orde i Ramon Berenguer IV pel qual el primer renunciava a la tercera part del regne d'Aragó tal com li havia estat cedida en testament per Alfons l Bataller a canvi de compensacions, que va aconseguir d'Alfons I el Cast l'agost de 1172 i del papa Alexandre III el 1179.

## Gran mestre de l'orde del Temple (1180-1184)
Arnau de Torroja fou elegit gran mestre de l'orde del Temple a finals de l'any 1180, com a successor d'Eudes de Saint-Amand, mort en captivitat a Damasc. En aquesta època, Arnau de Torroja ja tenia més de 50 anys i, per tant, era un home acostumat a la disciplina i al funcionament de l'orde.
La seva etapa de govern estigué marcada per les querelles entre templers i hospitalers, provocades pel creixement de la influència i el poder polític dels darrers. Arnau de Torroja acceptà la mediació del papa Luci III i del rei Balduí IV de Jerusalem per tal de posar fi a aquestes lluites fratricides. En el 1184, la situació política degenerà encara més quan Reinald de Châtillon, ajudat pels templers i els hospitalers, assolà pel seu propi compte els territoris musulmans de Transjordània. Arnau de Torroja donà proves d'una gran sagacitat política en negociar una treva amb Saladí, que estava decidit a venjar les incursions de Reinald de Châtillon.
En el 1184, Arnau de Torroja i el gran mestre de Sant Joan de l'Hospital tornaren a Europa amb l'objectiu d'obtenir dels reis europeus i del papa l'enviament d'una nova croada que reforcés els estats llatins d'Orient, que es trobaven a mercè del creixent poder militar de Saladí, l'unificador del món musulmà.
Durant aquest viatge, Arnau de Torroja caigué malalt i morí a Verona el 30 de setembre del mateix any 1184. Va ser enterrat a l'església del Temple de San Vitale d'aquella ciutat. Aquesta església es va tancar l'any 1760, arran dels danys provocats per les inundacions del riu Adigio, i el sepulcre es va traslladar llavors a l'església de San Fermo Maggiore, també a Verona, on ha estat redescobert l'any 2018.